# 牧野伸彦
牧野 伸彦（まきの のぶひこ、1989年7月16日 - ）は、日本の競技麻雀団体・最高位戦日本プロ麻雀協会に所属するプロ雀士である。奈良県出身。

## 経歴
- 2018年から天鳳を用いた若手プロ同士の私設リーグ「Smartリーグ」を主催する[2][3]。

## 人物
- 雀魂のユーザーであり、ハンドルネームはミルクティーが好きだと言うことからmi1kteeaである[4]。

## 獲得タイトル
- 関西チャンピオンロード2017 女流スプリントシリーズ優勝[2]
- 関西チャンピオンロード2017 新人王シリーズ優勝[2]
- 第6回関西王者[5]